# Tara (Saga)
Pour les articles homonymes, voir Tara.
Tara (太良町, Tara-chō) est un bourg du district de Fujitsu dans la préfecture de Saga, sur l'île de Kyūshū, au Japon.

## Géographie

### Démographie
Au 1er février 2015, la population de Tara s'élevait à 9 099 habitants répartis sur une superficie de 74,30 km2.